# Església i Palau del Temple
El conjunt format pel convent, col·legi i església de l'orde de Montesa a la ciutat de València, conegut popularment com el Temple per haver pertangut a l'orde del Temple, fou manat construir el 1761 per ordre de Carles III, després que el castell de Montesa fos destruït per un terratrèmol el 1748 i deixara l'orde sense casa mare.
L'edifici el va traçar l'arquitecte madrileny Miguel Fernández, deixeble de Sabatini i vinculat a la cort, que li donà un aspecte classicista italià, molt diferent al tipus d'arquitectura que es venia fent a la ciutat.
L'edifici està situat a la plaça del Temple núm. 2, davant del llit del riu Túria, al barri de la Xerea, de València i actualment és la seu de la Delegació del Govern d'Espanya al País Valencià.

## Història
L'edifici actual data del segle xviii, però el seu emplaçament ha estat ocupat per altres construccions des d'antic. Es creu que en aquest espai va existir un castrum romà que servia per a protegir la ciutat de possibles atacs que vingueren per la mar.
Durant el període musulmà de la ciutat, es construïren noves muralles i l'anomenada porta de Bab Ibn-Sakhar i la torre d'Ali Bufat sobre aquest lloc.
Després de la conquesta de València encapçalada per Jaume I, aquest va donar als templers, per Reial Privilegi del 19 de novembre de 1238, la fortalesa, torre i les cases contigües a la torre d'Alí Bufat, lloc on fou hissat el Penó de la Conquesta. Els templers estigueren ací fins que foren dissolts, i els seus béns que tenien al País Valencià passaren a un nou orde, l'orde de Montesa, en temps de Jaume el Just. Aquestos fets es recorden amb una placa commemorativa en el lateral de l'església, que diu:
| « | Sitio de la torre y puerta de Bab-el-Shadchar, llamada después del Temple, donde tremoló el pendón real de la conquista en 9 de octubre de 1238. Concedida por el invicto rey don Jaime a los Templarios, conservada por la Orden Militar de Montesa y demolida para el ensanche de la ciudad en 1865. Los caballeros de Montesa para memoria. | » |

El conjunt actual data del segle xviii, construït entre 1761 i 1770, per ordre de Carles III (el qual tenia el títol de Gran Mestre de l'Orde), ja que un terratrèmol el 1748 destruí l'antiga casa mare de l'orde situada al castell de Montesa. Llavors, en aquest espai existien una sèrie de cases, restes de la torre d'Ali Bufat i una església, propietat de l'orde de Montesa.

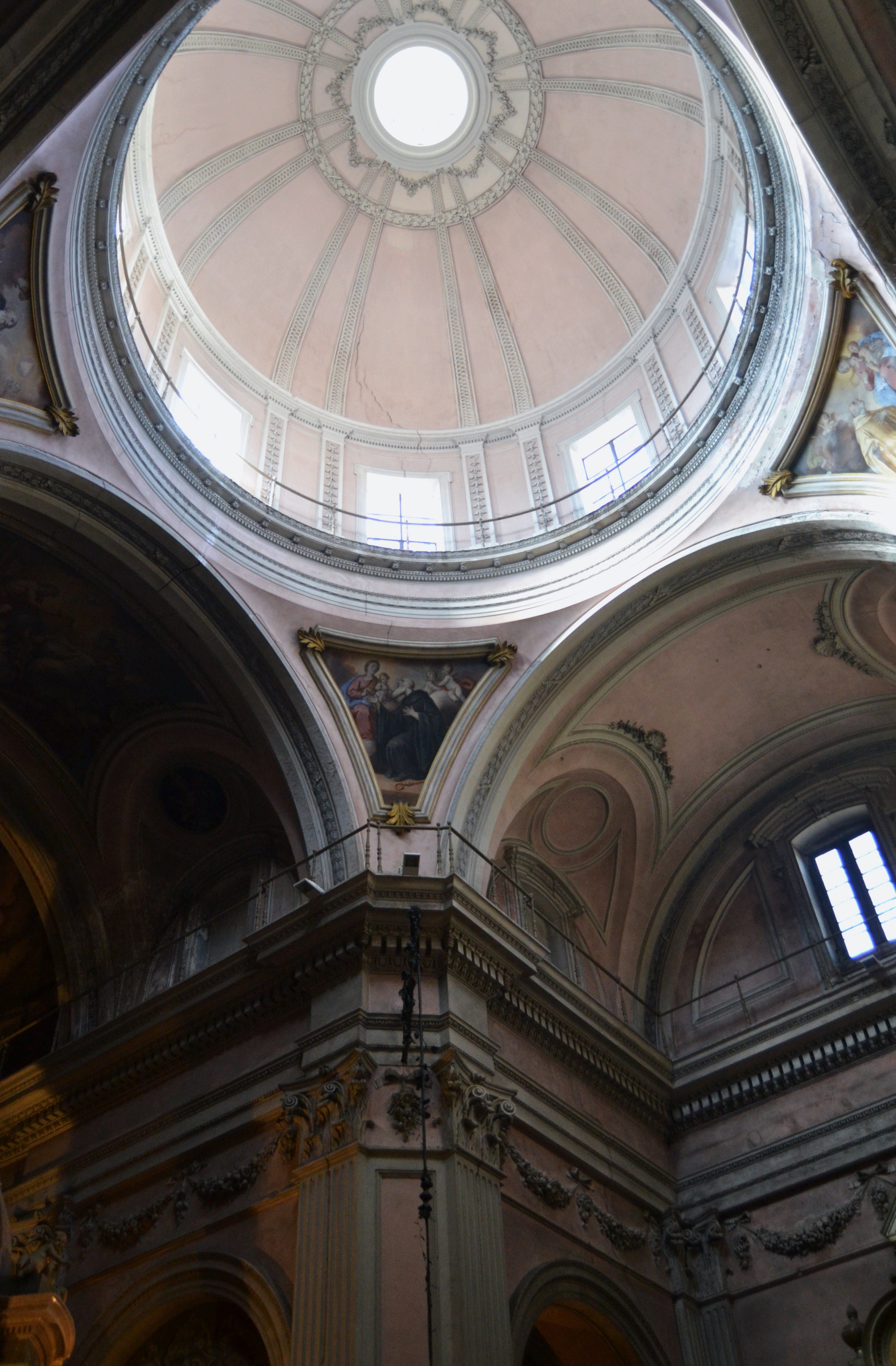
Cúpula

La construcció començà el 6 de juny del 1761, obra dels arquitectes i mestres d'obra valencians Vicent Gascó, Antonio Garcia i Diego Cubillas, però el projecte fou obra de l'arquitecte madrileny Miguel Fernández, deixeble de Francesco Sabatini. Fernández, però, mai no va estar a la ciutat, i les obres de l'edifici foren realitzades i supervisades pels arquitectes abans esmentats. El convent s'enllestí entre 1761 i 1766; l'església es va beneir el 1770, sense terminar, ja que la capella de la Comunió s'acabà el 1785.
L'elecció de l'arquitecte Miguel Fernández correspon a les idees il·lustrades que propugnaven una nova idea d'estat modern, característic del regnat de Carles III (més encara quan l'Acadèmia de Belles Arts de Sant Carles encara no s'havia fundat i la de Sant Ferran de Madrid tenia unes competències poc definides), i exemplificat amb la figura del mateix Sabatini. Fernández fou company dels altres arquitectes com Diego de Villanueva o José de Hermosilla, i un dels primers alumnes de la Junta Preparatòria de l'Acadèmia de Sant Ferran. El 1747, obtingué una pensió per a estudiar a Roma, on va romandre fins a l'any 1758. En aquesta ciutat, va estudiar sota la direcció de Luigi Vanvitelli i va conèixer directament l'obra de Ferdinando Fuga. Quan torna a Espanya, se'l nomena delineant de les obres del palau Reial de Madrid, sota la direcció de Sabatini. És en aquestos anys inicials de la seua carrera quan rep l'encàrrec de traçar la nova casa de l'orde de Montesa, i sens dubte la seua obra més important.
A partir del segle xix, el conjunt del Temple patí alguns desperfectes pels fets històrics successius (en la Guerra del Francés, 1812, el 1820, en la Desamortització del 1835) i va romandre tancat des del 1854. El 1861, l'arquitecte Antonio Sancho va realitzar el projecte per a la transformació i conservació de l'edifici per ubicar-ne les oficines de Governació, Hisenda, Diputació i Consell Provincial, institucions instal·lades el 1864. En l'actualitat, és seu de la Delegació del Govern. L'església es retornà al culte per a l'ús ocasional dels cavallers de l'orde de Montesa i des del 1917 se n'encarreguen del temple els Redemptoristes.

### Influència de l'edifici

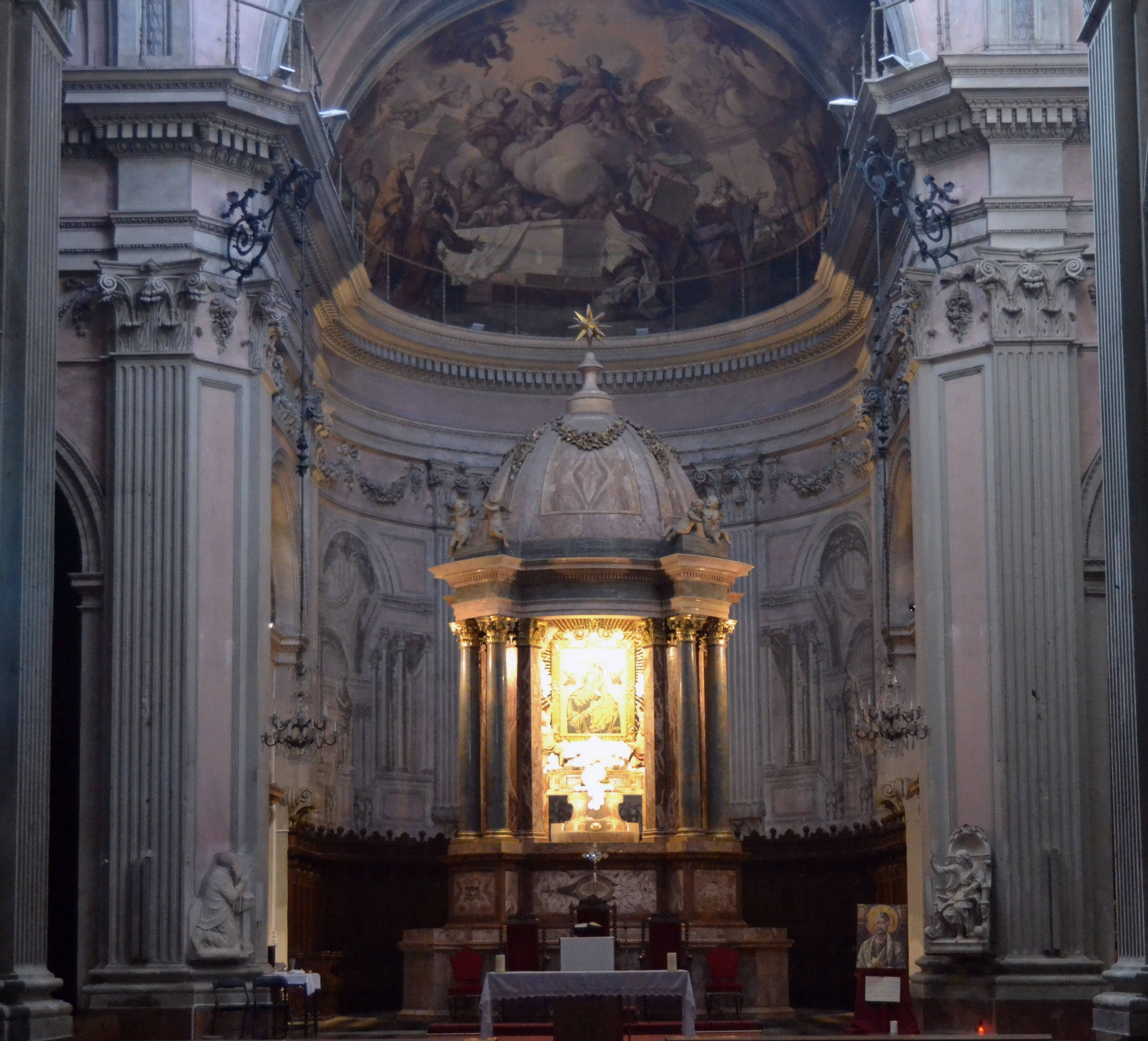
Vista cap a l'altar major de l'església

El conjunt del Temple suposà una construcció totalment aliena a la tradició constructiva valenciana del moment, i des dels primers moments es criticà l'obra. Exemple d'això fou la preocupació i, fins i tot, malestar manifestat pel Capítol de la Ciutat a l'inici de les obres el 1761, per l'enderrocament de les cases del Temple i per la intervenció radical que suposava el projecte de Fernández pel que fa a la «conservación de la memorias antiguas, que no es justo que deshagan, sin grande motivo, y con la formalidad devida, para que no se olviden». També Teixidor el 1767 es va referir a les elevades despeses de l'obra i digué que «no a todos agrada su idea».
No obstant això, l'arquitectura feta al Temple, d'un manifest classicisme cosmopolita i italianitzant, va deixar una petjada inqüestionable en l'arquitectura valenciana feta a partir de la segona meitat del segle xviii sota les directrius de la Reial Acadèmia de Sant Carles (fundada el 1768). Diego Cubillas, mestre picapedrer encarregat de les obres, el 1782, en una carta enviada al prior del convent, relatava com va acudir a la Cort «a comunicar con los maestros del Rey ... para que saliese un Templo ajustado a buena Arquitectura» i que l'edifici «según es fama pública, se ha tomado forma para la construcció de las demás Iglesias que se han construido posteriormente en esta Ciudad y Reyno». Paraules una mica exagerades, però no sense raó, ja que en analitzar alguns detalls morfològics i compositius de l'obra d'Antoni Gilabert, director de l'Acadèmia, es fa palés l'evolució que es dona en l'arquitectura valenciana, en contacte ja amb el fet acadèmic.
Així i tot, la construcció de l'edifici no va suposar una ruptura total sinó una inflexió en l'arquitectura que es feia a València aleshores, amerada d'un classicisme vernacle des de principis del segle xviii, gràcies a la tasca dels novatores (sobretot de Tomàs Vicent Tosca i el seu tractat d'arquitectura), classicisme aquest que convivia amb modalitats decoratives considerades barroques. És cert que els que seguiren les directrius dels novatores es preocuparen per desenvolupar la tradició clàssica de l'antiguitat i del Renaixement, però també valoraven, d'una manera científica i tècnica, les construccions medievals valencianes (sobretot les de l'art de la pedra o estereotomia), actitud moderna i de la qual seria reflex l'edifici de la Duana, actual palau de Justícia, fet quasi al mateix temps que el Temple (1758-1763). Dins d'aquest context arquitectònic, el Temple (obra innovadora, però també mimètica del model basat en la cultura clàssica italiana) va significar un relleu d'aquesta cultura arquitectònica autòctona.

## Arquitectura
La façana del convent presenta una sobrietat acusada, amb una cornisa destacada, amb frontons triangulars sobre les finestres del primer pis, però sense columnes ni pilastres; en el segon pis, les finestres només tenen una motllura simple que les emmarca; tot això remet a una concepció majestuosa i a la vegada funcional d'allò clàssic, posant l'arquitectura al servei de l'estat.
El claustre o pati interior també segueix aquest aspecte simple i solemne. S'accedeix a través d'una portada que dona directament al carrer; el claustre té arcades sòbries i granítiques en el primer pis i finestres i balcons en els dos pisos superiors amb el parament de rajola, que contrasta amb les faixes a manera de pilastres toscanes que articulen el mur. Malgrat aquesta sobrietat, hi ha elements que estan agafats de grans mestres romans, com passa en una portada del segon pis del pati, amb l'escut de sant Jordi i que és una paràfrasi del disseny d'una de les portades interiors del palau Barberini de Roma (amb un característic remat corb entre segments rectes projectats il·lusòriament a l'exterior del mur). S'observa així una valoració de les composicions d'arrel miquelangelesques, però amb un filtre classicista. Hi ha una altra portada que reflecteix això, situada en un angle del primer pis del pati i que és quasi idèntica a la composició de les portades del pòrtic del palau dels Conservadors (amb severs estípits estriats), evidenciant així la seua formació romana i el coneixement de les obres de Fuga, en què els estípits miquelangelescos destaquen en portades com les del palau Cenci-Bolognetti, dissenyat per Fuga al voltant del 1750.

### L'església

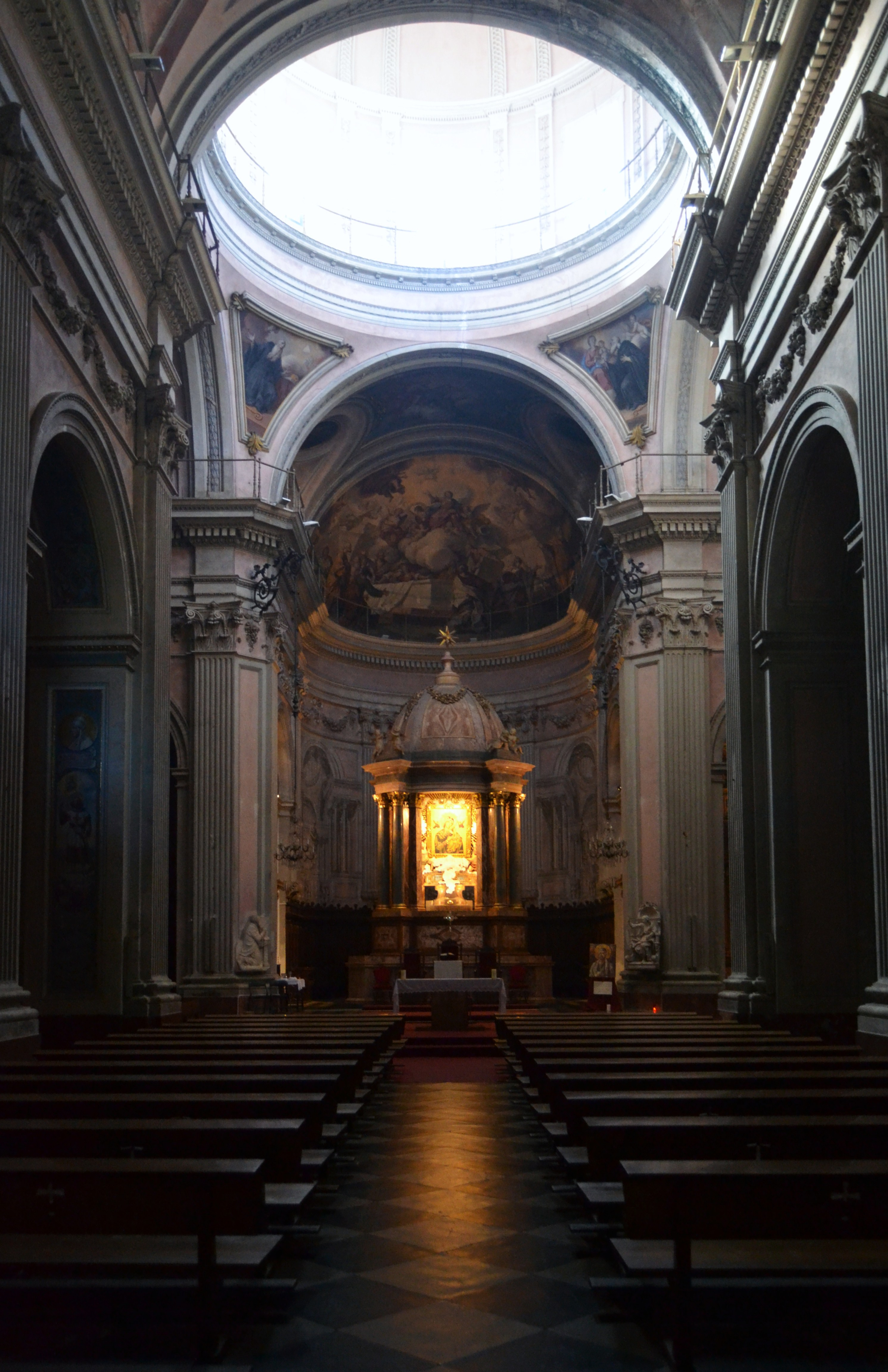
Interior de l'església

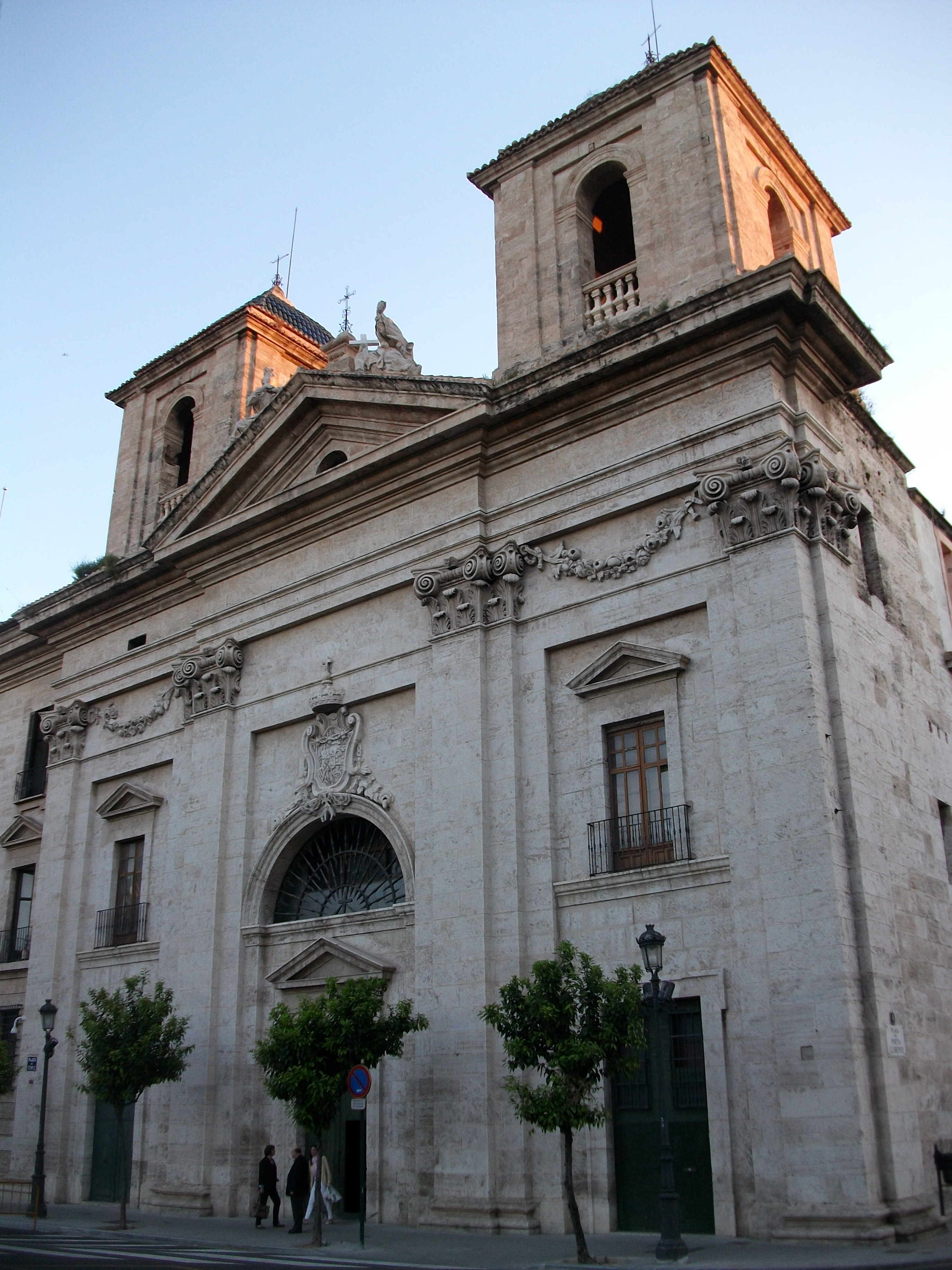
Façana de l'església

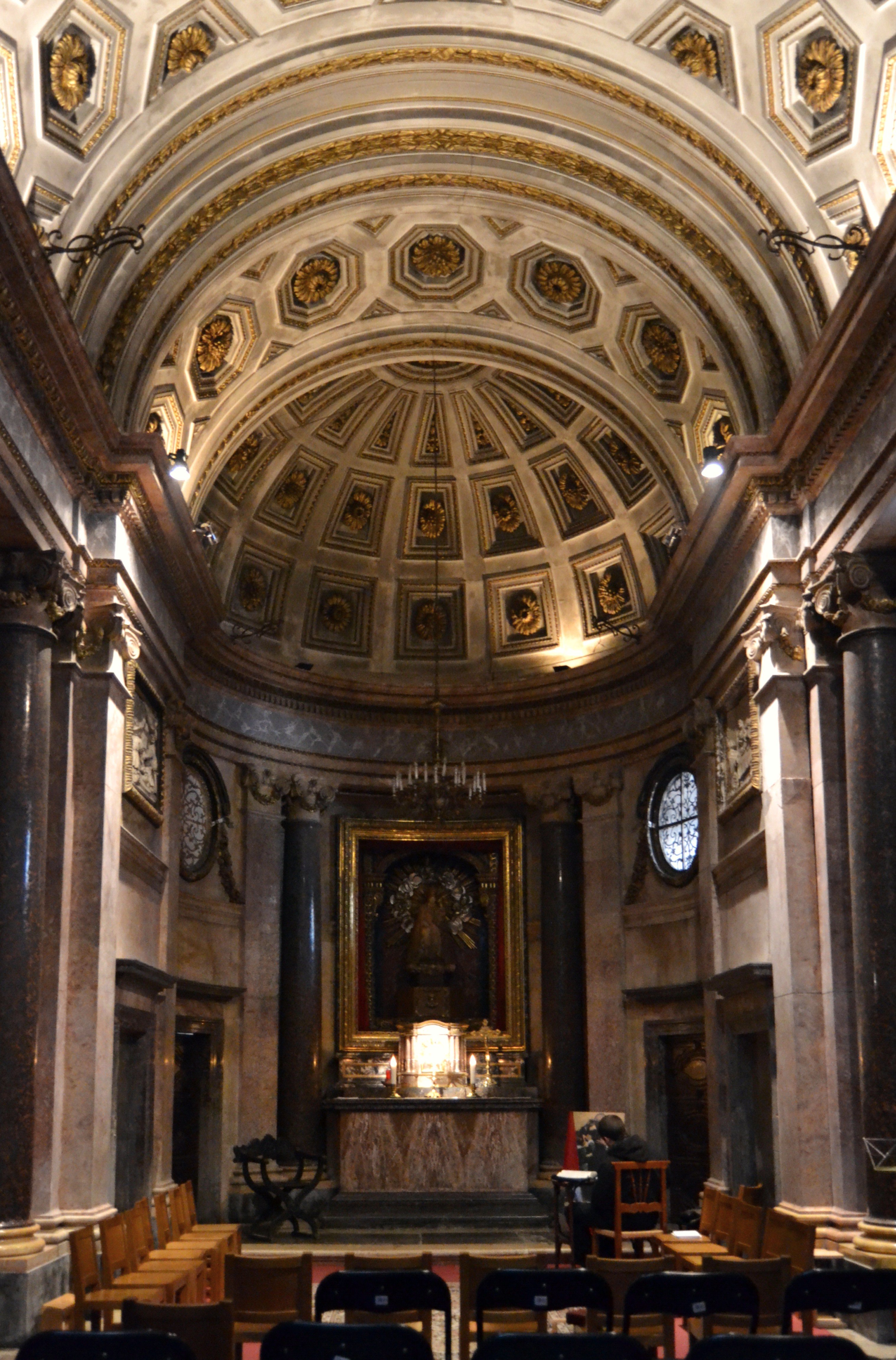
Capella de la Comunió

L'església se situa en un extrem del lateral del monestir i segueix en planta l'esquema vignolesc estàndard de l'església romana del Gesù, això és, amb una nau principal de tres trams amb capelles laterals, un creuer ampli i un presbiteri semicircular. Aquesta organització jesuítica estava molt estesa en l'arquitectura del moment, a la qual s'afegeix el nàrtex-sotacor de tradició hispànica.
L'interior té una accentuada verticalitat, amb pilastres corínties agegantades, enllaçades amb garlandes, amb una cúpula sobre tambor circular que il·lumina l'ampli creuer; a la volta de canó, hi ha motllures semicirculars a les llunetes; tot això li dona un aire de classicisme italianitzant i cortesà importat que tindrà efectes en el medi arquitectònic valencià del moment.
El cor se situa a l'absis, darrere l'altar i enfront dels assistents a la missa, i és la primera vegada que es feia així en una església valenciana, recollint aspiracions litúrgiques i arquitectòniques que s'estaven afavorint des de la Cort. D'aquesta manera, aquest rerecor permet deixar exempt l'altar tabernacle i trenca amb la disposició tradicional del retaule com a fons de perspectiva del temple. L'altar, fet el 1773, s'alça en el primer tram del presbiteri i de seguida fou admirat, com mostra la seua primerenca difusió en una gravat de Joaquim Ballester i la inclusió d'una nova versió d'aquest en el Viage a España d'Antonio Ponz, o la publicació d'un opuscle descriptiu sobre aquest. La seua composició segueix el tipus clàssic de templet monòpter coronat amb una cúpula amb quatre grups de columnes aparellades als cantons.
Cap a l'any 1770 es va intervindre a l'absis, decorant-lo amb pintures de perspectives fingides sota el guiatge de l'arquitecte teatrista Filippo Fontana (1744-1800). Segons Orellana, Fontana era deixeble dels arquitectes Domenico Dotti i Antonio Galli Bibiena; estigué a la ciutat des del 1767 i posteriorment acudí a la Cort el 1786 on assolí l'èxit, treballant en les obres del teatre dels Caños del Peral, en l'ornament efímer de la casa del marqués de Cogolludo, el betlem del príncep d'Astúries, a l'ermita de Sant Antoni de la Florida i el nou palau de la Florida, mostra de l'àmplia acceptació dels seu treball d'expressió tardobarroca, fins i tot dins de l'arquitectura madrilenya que es desenvolupava dins de l'academicisme o ja en el neoclassicisme.
Les pintures ocupen els llenços de paret que hi ha entre els pilars amb representacions fingides de fons arquitectònics, en forçades perspectives de matrius pal·ladianes, derivades del seu mestre Galli Bibbiena i del seu treball com a escenògraf teatral. Ponz criticà aquesta obra per considerar-la massa espectacular i no adequar-se a la bona arquitectura.

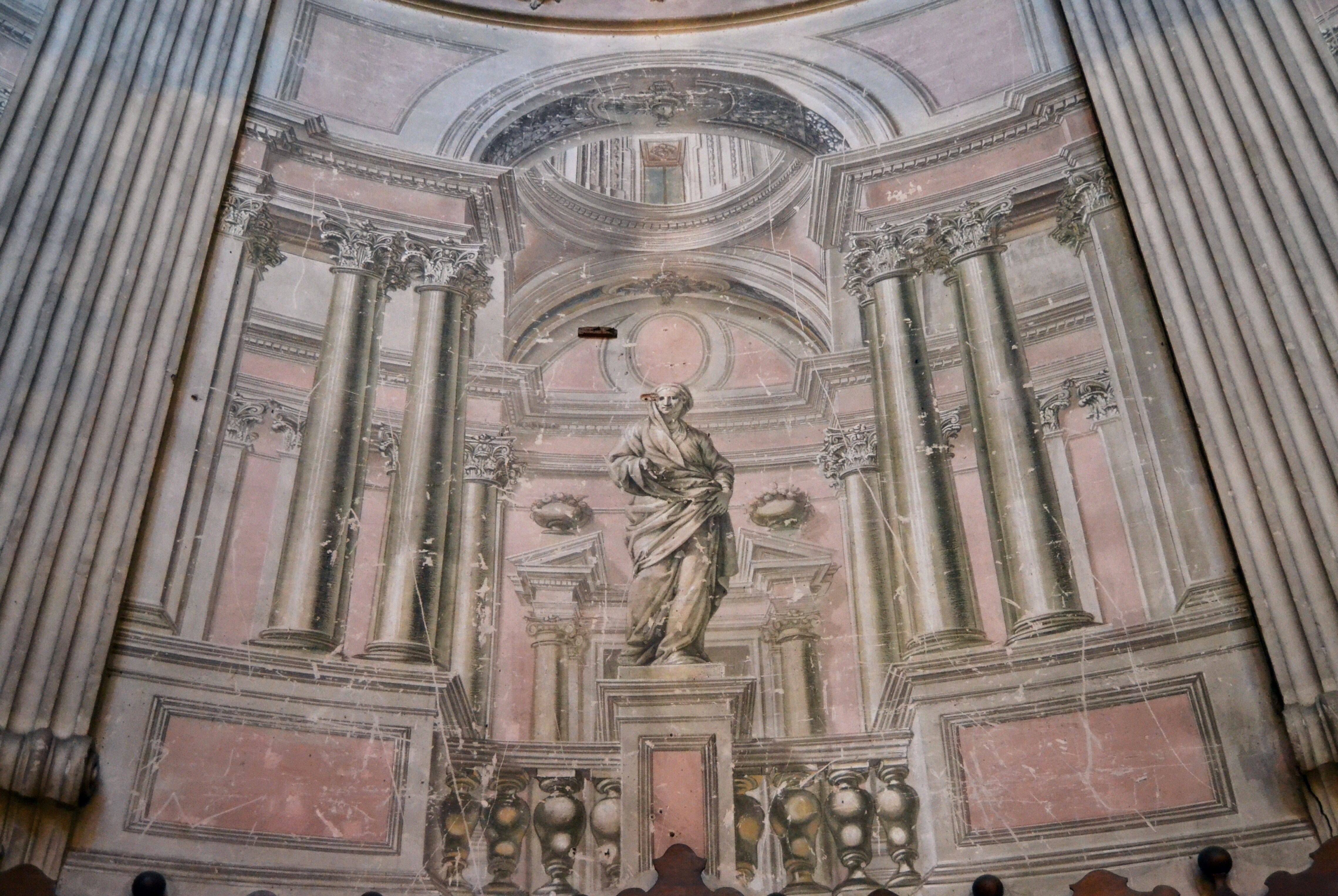
Decoració amb perspectives fingides

La capella de la Comunió de l'església es projectà el 1773 i s'acabà el 1785; és la part de tot el conjunt que més exemplifica la personalitat arquitectònica de Fernández, en eixos moments col·laborador estret de Sabatini. A pesar de la seua reduïda escala, la capella és una peça excepcional feta en el seu alçat tot de marbres. L'arquitecte va donar èmfasi i monumentalitat a aquest petit espai rectangular, prolongat en planta per un remat absidal a manera de nicchione (nínxol). La planor del reduït mur queda fragmentada en trams que sobresurten i entre els quals col·locà columnes de viu cromatisme i plàstica vibrant. Aquest recurs recorda solucions emprades per Miquel Àngel, que tenien un ampli desenvolupament del barroc romà i també obres del mateix Sabatini. L'ordre de les columnes també prové de Miquel Àngel, el tipus jònic del Capitoli amb volutes angulars i garlandes, similar a l'utilitzat a la porta d'Alcalá. Tota la capella desprén una contundència clàssica (en els severs cassetonats de la volta, els requadres amb baixos relleus o en els buits ovals amb garlandes i motllures recorbades), tant formal com compositiva, que mostra la proximitat al clima estètic del neoclassicisme (encara no present plenament en l'arquitectura espanyola) i que es deu més a la influència italiana i al seu contacte directe amb els projectes de Sabatini.
La façana també introdueix aspectes innovadors, com és la seua relació amb el convent per la seua disposició d'església bloc que abandona l'articulació de tipus vignolesc (dos cossos modulats per pilastres superposades i units per alerons d'enllaç). Introdueix un ordre pilastrat gegant amb un entaulament poderós i un frontó triangular; pel que fa a les torres, desapareix el tipus de campanar independent i es redueix a dos petits campanars; i estableix un joc de plànols enfonsats i reelevats que activen la superfície a la manera romana, en què destaca la gran projecció de les pilastres del cantó, configurades quasi al mode àtic. El revestiment de teules vidriades blaves en els cupulins i la cúpula fou l'única concessió que va fer Miguel Fernández a la tradició valenciana.
Hi participaren nombrosos artistes valencians en la construcció i acabat decoratiu de l'església, sota la supervisió directa de fra Josep Ramírez Picó. Picapedrers i mestres d'obra com Salvador Gascó, Antonio Gracía, Antonio Martínez Andreu Soler o Vicent Miner van col·laborar en els treballs. Un dels artistes que més va participar fou Josep Puchol i Rubio, escultor acadèmic i col·laborador habitual de Diego Cubillas (director de l'obra); per al Temple, va fer dos àngels laterals per al tabernacle, tallats en fusta i imitant el marbre (del 1770 i destruïts el 1936), els dos angelots de la cornisa, els medallons en relleu de marbre de Jaume el Just i Carles III de les portes laterals del presbiteri (ca. 1774), les estàtues de la Religió i la Devoció del remat de la façana (1770) i els relleus de fusta imitant marbre al·lusius del convit del castell d'Emmaús i la renovació dels pans de l'antiga llei, per als requadres de la capella de la comunió (1785). De l'escultor acadèmic Francesc Gutiérrez era la imatge de fusta, també imitant marbre, de la Mare de Déu i el nen del centre del tabernacle (del 1770 i cremada el 1936); de Jaume Molins és l'escut reial de Carles III de la façana (1770) i Josep Esteve Bonet realitzà les dues parelles d'àngels de guix dels òculs ovals de les portes laterals (1738). Les voltes del presbiteri i les petxines del creuer es decoraren amb frescos de Josep Vergara.